# Bloc Party
Bloc Party is een Londense post-punkgroep die onder de naam The Angel Range in 2002 werd opgericht. Bloc Party als naam wordt gebruikt sinds september 2003. De band ontstond door het ontmoeten van Russell Lissack en Kele Okereke op het Reading Festival. De twee konden het goed met elkaar vinden en later werden Gordon Moakes en Matt Tong aan de groep toegevoegd. Zo ontstond het uiteindelijke Bloc Party.
De band wordt onder andere geïnspireerd door New Order, The Cure, Orchestral Manoeuvres in the Dark en Joy Division.
Ook invloeden van Gang Of Four, Franz Ferdinand, Liars en Interpol zijn terug te vinden in hun songs, die vooral gekenmerkt worden door hun nervositeit en sterk opzwepende ritme-sectie.
Keles ijle, bedrukte stem wordt vaak vergeleken met die van Robert Smith.
Hoewel er hierdoor meestal een dreigende sfeer wordt gecreëerd in hun liedjes, komen deze toch nog erg 'poppy' voor de dag, vooral door hun sterke melodieën en hun hyperactieve ritmes.

## Geschiedenis

### Ontstaan (1999-2004)
Zanger Kele Okereke en gitarist Russell Lissack ontmoeten elkaar in 1998 in Essex via gemeenschappelijke vrienden. Op het Reading Festival in 1999, ontmoeten ze elkaar opnieuw en besluiten om samen een band te beginnen. Een tijd lang schreven ze met z'n tweeën nummers totdat ze in 2000 een oproep voor een bassist plaatsten in de NME. Op deze oproep werd gereageerd door bassist Gordon Moakes en deze voegde zich bij het gezelschap. Vanaf dat moment gingen ze optreden onder verschillende namen als The Union, Super heroes of BMX, The Diet en Angel Range. Ze hadden verscheidene drummers totdat begin 2003 hun negende drummer Matt Tong zich bij het gezelschap voegde.
In september 2003 veranderde de band zijn naam in Bloc Party, een woordspeling op block party. Bassist Gordon Moakes liet weten dat de naam een samentrekking is van oostblok (Engels: Eastern Bloc) en westerse politieke partijen (Engels: Western Parties). De naam is niet gekozen om de politieke lading, maar om het feit dat hij goed klinkt.
In november 2003 verschijnt het nummer The Marshalls Are Dead op een compilatie-cd genaamd The New Cross die wordt uitgebracht door Angular Recording Corporation. Daarna verschijnt hun debuutsingle genaamd She's Hearing Little Voices op het Trash Aesthetics label. Maar de echte doorbraak komt als Kele Okerekein december 2003 naar een concert van Franz Ferdinand gaat. Tijdens dit optreden geeft hij zowel Franz Ferdinands frontman Alex Kapranos als BBC radio 1-dj Steve Lamacq een kopie van de debuutsingle. Lamacq draait het nummer tijdens zijn radioshow en nodigt de band uit om een live sessie te komen spelen. De media-aandacht leidt tot een nieuwe single Banquet/Staying Fat, uitgegeven door Moshi Moshi Records. In april 2004 tekent de band een contract bij Wichita Recordings.

### Silent Alarm(2004-2006)
Tussen juni en juli ging de band de studio in, om samen met producer Paul Epworth het debuutalbum op te nemen in Londen en Kopenhagen. Het album kwam uit op 14 februari 2005 genaamd Silent Alarm. De naam van het album komt van een artikel uit de New Scientist, over een systeem in Japan dat aardbevingen kon waarnemen.
Het album werd platina in het Verenigd Koninkrijk en haalde de derde positie in UK Album Chart. In de Nederlandse Album top 100 haalde het de 51ste plaats en in de Vlaamse Ultra Top 50/100 de 14de positie.
In navolging van het album gaat de band toeren en in 2005 staat de band op Pinkpop en een jaar later op Lowlands. In juli 2005 neemt de band met producer Paul Epworth twee nieuwe nummers op. Een van deze nummers genaamd Two More Years wordt uitgebracht als single, met daarop ook een remix van het nummer Banquet door The Streets. In augustus komt het album Silent Alarm Remixed uit, met daarop remixen van nummers van het debuutalbum, onder andere door Ladytron, M83, Death from Above 1979, Four Tet en Mogwai. In oktober wordt het debuutalbum Silent Alarm opnieuw uitgegeven voor hun nieuwe toer, inclusief de single Two More Years en Little Thoughts als bonus. Kele Okereke werkt tevens samen met de The Chemical Brothers in het nummer Believe van het album Push the Button. Ook verschijnt het nummer The Present op het compilatiealbum Help!: A Day in the Life, waarvan de opbrengsten naar War Child ging.

### A Weekend in the City(2006 - 2008)
In 2006 duikt de band de studio in om samen met Garret "Jacknife" Lee een vervolgalbum op te nemen. Op 5 februari 2007 komt het album genaamd A Weekend in the City uit, terwijl het album in november 2006 al gelekt was op het internet. Het album haalt de 19de plek in de Nederlandse Album top 100 en een tweede plaats in de Vlaamse Ultratop. Er volgt een toer en de band doet op 28 april 2007 Nederland aan en speelt in een uitverkochte Muziekcentrum Vredenburg in Utrecht en op 7 november in de HMH. Op 13 november als hun toer is afgelopen brengt de groep een single uit, genaamd Flux. Dit nummer is geproduceerd door Garret "Jacknife" Lee en staat niet op het tweede album. Tevens speelden ze op 7 juli 2007, op Live Earth in het Wembley stadion.

### Intimacy(2008 - 2012)
Op 4 juli 2008 werd de complete bandsite vervangen door een aftellende klok. Deze telde af naar het moment dat het nummer Mercury voor het eerst werd gedraaid op de radio, tijdens de show van Zane Lowe op BBC Radio 1. Op 11 augustus werd dit nummer de eerste single van het nieuwe album genaamd Intimacy dat geproduceerd werd door Paul Epworth en Garret "Jacknife" Lee. Op 21 augustus werd het album uitgebracht als een digitaal te downloaden album. De fysieke release vond plaats op 27 oktober. Ter promotie van het album speelde Bloc Party een exclusieve show in een uitverkochte WATT in Rotterdam op 25 oktober 2008. Bloc Party keerde in januari 2009 terug naar Nederland om twee avonden achter elkaar in Paradiso in Amsterdam te spelen. Op 11 mei 2009 kwam een remixalbum van het album Intimacy uit met daarop een remix van alle nummers genaamd Intimacy Remixed. In augustus 2009 speelde de band op Lowlands.

### Pauzes en wijzigingen in de opstelling(2013-2015)
Tijdens de zomertour van 2013 verliet drummer Matt Tong de band. Lissack vertelde een Canadese krant, de National Post, dat de band van plan was een onbepaalde pauze in te lassen na hun optreden op het Latitude Festival op 19 juli. In oktober 2013 stelde Kele een dj-mix samen voor! K7's Tapes-mixserie, uitgebracht onder de naam Bloc Party. In september 2014 verklaarde Okereke dat Bloc Party aan een vijfde album werkte. In maart 2015 tweette bassist Gordon Moakes dat hij afscheid had genomen van Bloc Party. Na het vertrek van hun voormalige leden begonnen Okereke en Lissack eind 2014 zelfstandig aan nieuwe nummers te werken.
Bloc Party heeft hun nieuwe bezetting onthuld tijdens twee intieme optredens in de omgeving van Los Angeles (19 augustus 2015 in The Glass House in Pomona en 20 augustus 2015 in The Roxy in Los Angeles). Na deze optredens gaf Bloc Party op 22 augustus 2015 ook de onderkop van FYF Fest in Los Angeles. Bij deze shows bevestigde de band dat ze klaar zijn met het opnemen van hun volgende album. De shows markeerden het live-debuut van de nieuwe bassist Justin Harris van de indie-rockgroep Menomena uit Portland, Oregon, die eerder in april 2009 verschillende Bloc Party Amerikaanse tourdata had geopend; en Louise Bartle, die per ongeluk werd aangekondigd. een maand eerder als drummer van Bloc Party door instrumentfabrikant Natal Drums in een sindsdien verwijderde tweet, wat leidde tot speculaties van fans over haar lidmaatschap, wat uiteindelijk juist werd bewezen. Deze shows omvatten ook de eerste uitvoeringen van twee nieuwe nummers genaamd "Eden" en "Exes" volgens de setlist.

### Hymns en Silent Alarm Live(2015-2019)
Tijdens een optreden in Maida Vale gaf Bloc Party "The Good News" zijn live-debuut; uren later werd "The Love Within" door Annie Mac op BBC Radio 1 genoemd als "Hottest Record in the World". Okereke onthulde dat het aankomende vijfde album van de band de titel Hymns zal krijgen. De uitgave van het album werd later op 29 januari 2016 op sociale media bevestigd.
Later in 2016 bracht de band de op zichzelf staande single 'Stunt Queen' uit ter gelegenheid van hun optreden in de Hollywood Bowl, waarvan Okereke beweerde dat het een "belangrijke mijlpaal" was voor de band. Het markeert een deel van het eerste nieuwe materiaal met Justin en Louise als co-schrijvers.
In maart 2018 kondigde de band een reeks shows aan op hun 'Silent Alarm'-album, dat volledig zou worden gespeeld. Vanwege het succes van deze korte tour kondigde Bloc Party in 2019 verdere data aan waarop opnieuw nummers van hun hele debuut zullen spelen.

### Onbekend nieuw album(2020-heden)
Op 22 januari 2020 kondigde Okereke op zijn persoonlijke socialemedia-accounts aan dat Bloc Party was begonnen met het schrijven van een nieuw album.

## Bezetting
- Kele Okereke - Zang en gitaar
- Russell Lissack - Gitaar
- Justin Harris - Basgitaar
- Louise Bartle - Drum

## Voormalig bandleden
- Matt Tong - Drums
- Gordon Moakes - Basgitaar en zang

## Discografie

### Albums

#### Studioalbums
- 14-02-2005: Silent Alarm
- 05-02-2007: A Weekend in the City
- 28-10-2008: Intimacy
- 20-08-2012: Four
- 29-01-2016: Hymns

#### Remixalbums
- 19-08-2005: Silent Alarm Remixed
- 21-05-2008: Flux: The Remixes
- 11-05-2009: Intimacy Remixed

#### Compilaties
- 20-12-2005: 2004 - 2005
- 25-12-2007: Christmas in the City

#### Livealbums
- 15-11-2005: Live at Reading
- 12-07-2019: Silent Alarm Live

#### Videografie
- 14-02-2005: Silent Alarm (bonus dvd: live at Heaven 14/12/2004)
- 08-08-2006: God Bless Bloc Party

### Singles
- 16-02-2004: She's Hearing Voices
- 03-05-2004: Banquet / Staying Fat
- 12-07-2004: Little Thoughts
- 25-10-2004: Helicopter
- 25-01-2005: Tulips
- 31-01-2005: So Here We Are
- 25-04-2005: Banquet
- 18-07-2005: The Pioneers
- 03-10-2005: Two More Years
- 29-01-2007: The Prayer
- 09-04-2007: I Still Remember
- 09-07-2007: Hunting For Witches
- 12-11-2007: Flux
- 11-08-2008: Mercury
- 20-10-2008: Talons
- 26-01-2009: One Month Off
- 25-06-2009: One more chance

#### Ep's
- 14-09-2004: Bloc Party
- 01-12-2004: Little Thoughts EP
- 2005: So Here We Are / Positive Tension
- 04-05-2005: Banquet
- 26-10-2005: Two More Years EP